# Бланкерт, Йорис
Йорис Йоханнес Бланкерт (нидерл. Joris Johannes Blankert; 7 января 1892, Амстердам — 9 июля 1964, Амстердам) — нидерландский футболист, игравший на позиции нападающего. Выступал за амстердамские команды «Блау-Вит» и «Аякс».

## Ранние годы
Йорис Йоханнес родился 7 января 1892 года в Амстердаме, в семье Андриса Бланкерта и его жены Йоханны Йонгст. Его отец был родом из Утрехта, долгое время работал производителем сигар, а мать родилась в Роттердаме. Йорис был пятым ребёнком в семье из шести детей.

## Спортивная карьера
Бланкерт начинал футбольную карьеру в клубе «Блау-Вит», где так же играл его старший брат Герард. Помимо футбола Йорис занимался лёгкой атлетикой (бегом, прыжками в длину), выступая за легкоатлетическую команду «Блау-Вита». 

В футбольной команде Йорис и его брат дебютировали 3 сентября 1916 года на турнире Серебряный мяч. Первую игру в чемпионате он сыграл 1 октября против клуба  УВВ. В составе «Блау-Вита» Бланкерт отыграл пять сезонов.
В 1921 году Йорис перешёл в другой амстердамский клуб — «Аякс». 29-летний нападающий впервые сыграл за красно-белых в товарищеском матче с бельгийским клубом «Даринг», состоявшемся 28 августа.
Официально Йорис дебютировал 18 сентября, в домашнем матче 1-го тура чемпионата против своего бывшего клуба «Блау-Вит», выйдя на замену вместо травмированного Вима Гюпферта. Матч завершился вничью — 0:0.
В первых трёх турах чемпионата, в которых сыграл Бланкерт, «Аякс» набрал только два очка, причём футболисты ни разу не поразили ворота соперников. После таких результатов Джек Рейнолдс решил убрать из состава Йориса, и на его место поставить Франса Рютте.

## Личная жизнь
Был женат на Марии Йоханне Ваутерс (1895—1962), уроженке Амстердама. Их брак был зарегистрирован 5 апреля 1922 года в Амстердаме. 
В браке родились трое сыновей: Андрис (1922—2003), Йорис Йоханнес  (1924—2009) и Герман Виллем  (1935—1999).
Бланкерт умер 9 июля 1964 года в возрасте 72 лет, спустя два года после смерти жены. Он был похоронен на семейном кладбище на Де Ньиве Остер.